# TS Patriot State
L’USTS Patriot State, numéro OMI 5422409, était à l'origine un cargo commercial appelé Santa Mercedes puis converti en navire-école de l'United States Maritime Service (en).

## Histoire
Le Santa Mercedes est construit par Bethlehem Steel dans son chantier naval de Sparrows Point et livré à Grace Lines comme le dernier des quatre navires cargo/passagers destinés à moderniser sa flotte. Ces navires comprennent également les Santa Magdalena, Santa Mariana et Santa Maria, et transportent jusqu'à 125 passagers ainsi que diverses marchandises en vrac et en conteneurs. Le Santa Mercedes voyage entre New York et la côte ouest de l'Amérique du Sud. En raison de l'instabilité politique en Amérique du Sud et de la dépréciation des monnaies dans la région, le navire est vendu en 1969 à Prudential Lines. En 1977, les actifs de l'entreprise sont vendus à Delta Line. Peu de temps après, les quatre navires de la classe sont vendus à l'United States Maritime Administration et, en 1984, le Santa Mercedes est désarmé à la James River (Virginie), dans le cadre de la National Defense Reserve Fleet de la MARAD.
La Massachusetts Maritime Academy (en) acquiert le navire en 1984 pour remplacer le TS Bay State IV et le rebaptise Patriot State. Il est converti en navire-école en deux étapes par le chantier naval Triple A de San Francisco, en Californie, et le chantier naval Bender de Mobile (Alabama). L'équipement de manutention du fret est retiré, à l'exception de la cour avant et du hauban, et des installations pédagogiques sont installées.
Le Patriot State entre en service comme navire-école au printemps 1986. Quatorze croisières de formation de 1986 à 1998, d'une durée généralement d'une soixantaine de jours pendant l'hiver, donnent aux cadets une expérience pratique. Au cours du service du navire, diverses améliorations sont apportées aux espaces d'accostage et des surchauffeurs contrôlés sont installés sur les chaudières pour augmenter la vitesse maximale de sécurité du navire.
En 1998, des examens par ultrasons déterminent qu'une corrosion importante de la coque et des cloisons compromet la navigabilité du navire. Des réparations importantes sont nécessaires, de grandes parties de son système de propulsion sont retirées par les cadets du MMA pour être utilisées comme aides à l'entraînement statique. Le Patriot State est amarré à la James River. En 2001, le Cape Bon est déplacé à la baie de Buzzards, dans le Massachusetts, pour préparer le remplacement du TS Patriot State en tant que navire-école de la Massachusetts Maritime Academy, et est maintenant en service sous le nom de TS Kennedy.
Le Patriot State continue d'être utilisé par divers forces de l'ordre et services militaires pour des exercices d'entraînement antiterroristes rapprochés alors qu'il est amarré dans la flotte de réserve. En 2011, le navire est officiellement retiré du service et remorqué jusqu'à une casse à Brownsville (Texas).